# Chiesa di San Giacomo al Corso
La chiesa di San Giacomo al Corso è un edificio sacro di Ruvo di Puglia sito in corso Ettore Carafa. Il tempio ha fatto parte dei possedimenti della commenda gerosolomitana ruvese.

## Storia
La chiesa di San Giacomo fu eretta nel Medioevo nei pressi della porta del Buccettolo. Tuttavia questo edificio sacro era una domus templare appartenente ad una commenda gerosolomitana, crollò nel 1762 a causa della negligenza dell'episcopato locale.
L'originale Chiesa medioevale sappiamo essere stata architettonicamente semplice e con sole due navate. La prima navata, di cui era presente il portale d'ingresso all'edificio, conteneva un altare dedicato a San Giacomo, mentre l'altra navata era dedicata a Santa Maria delle Grazie. Non sappiamo esattamente in che lato dell'edificio si trovasse l'antico ingresso, dato che l'attuale ingresso della nuova chiesa neoclassica si localizza in quelle che erano esattamente le mura. È logico pensare che l'originale chiesetta medievale avesse l'ingresso in quello che oggi è il retro della chiesa odierna, cioè verso la città antica. Nel XVIII la Chiesa versava in condizioni pessime, dovuta anche all'incuria da parte dei procuratori dell’Ordine di Malta. Nel 1747 il vescovo di Ruvo Giulio de Turris segnalò lo stato di totale degrado della chiesa, priva di arredi sacri e minacciava di crollare. Infine, nel 1762 la chiesa crollò.
La chiesa fu riedificata, con uno stile neoclassico, e consacrata il 24 ottobre 1869 e venne intitolata a San Giacomo e all'Immacolata Concezione. L'edificio fu rinominato in chiesa di San Giacomo al Corso nei primi anni del 2000 quando fu costruita nei pressi dei nuovi quartieri residenziali nella zona sud-est la nuova chiesa e parrocchia di San Giacomo apostolo, di cui il nuovo quartiere residenziale prende il nome. La chiesa è una rettoria della parrocchia dell'Immacolata.

## Descrizione
La facciata a cuspide, neoclassica, richiama la struttura vera e propria di un tempio greco.
L'interno ospita numerosi affreschi del pittore Mario Prayer, tra cui una tela di San Giacomo del 1938; sul catino absidale si trova l'affresco del Cristo Redentore seduto su un monticello in ambiente bucolico sul cui sfondo si staglia la sagoma della concattedrale di Ruvo di Puglia; nel transetto, sempre di Prayer, sono raffigurate due scene riguardanti l'istituzione della festa dell'Ottavario da parte del conte Carafa; la volta a botte è inoltre affrescata dallo stesso pittore e sono rappresentati san Giacomo e l'Assunzione di Maria. È inoltre conservata una statua di san Francesco d'Assisi del cartapestaio leccese De Pascalis del 1888.